# Openbaar vervoer in België
Dit artikel geeft een overzicht van het openbaar vervoer in het federaal koninkrijk België. 
Het treinvervoer is federaal georganiseerd door de NMBS (Nationale Maatschappij der Belgische Spoorwegen). Het regionale openbaar vervoer met trams en bussen wordt sinds de opsplitsing van de federale NMVB voornamelijk gewestelijk georganiseerd. De Lijn is actief in Vlaanderen, de TEC in Wallonië en de MIVB in Brussel, waarbij het aanbod in zekere mate overlapt. De MOBIB-kaart bundelt alle vervoersbedrijven in het land. 
Het openbaar vervoer wordt lokaal versterkt door fietsdeelsystemen en autodeelsystemen. 

## Trein
De NMBS staat in voor het Belgische vervoer over de spoorwegen. De infrastructuurbeheerder is Infrabel. IC-treinen tussen de steden vormen de ruggengraat van het treinvervoer, deze worden aangevuld met L-treinen die de kleinere stopplaatsen bedienen. P-treinen zorgen voor extra capaciteit tijdens de piekuren.

Treinvervoer over de grenzen heen wordt verzorgd door het Europees hogesnelheidsnetwerk. HSL 1 verbindt Brussel met Parijs en Londen, HSL 2 en HSL 3 zorgen voor de verbinding met Keulen en HSL 4 verbindt Antwerpen met Amsterdam. 

## Tram, (pre)metro en bus
Regionale tram-, (pre)metro- en busverbindingen worden georganiseerd door:
- in Vlaanderen: De Lijn
- in Wallonië: de TEC (Transport en commun, georganiseerd door de Opérateur du Transport de Wallonie)
- in het Brussels Hoofdstedelijk Gewest: voornamelijk de MIVB, aangevuld met het aanbod van De Lijn aan de rand.

### Vlaanderen
De Lijn organiseert het overgrote deel van alle buslijnen, en alle tramlijnen in het Vlaams Gewest. Een belangrijk deel van haar regionale buslijnen wordt uitbesteed aan pachters, maar voor een gewone gebruiker is er geen verschil met een eigen buslijn van De Lijn.
Momenteel is er in twee Vlaamse steden een eigen tramnetwerk: er is een tramnetwerk in Antwerpen (deels als pre-metro) en een in Gent. Aan de Belgische kust vormt de kusttram de verbinding tussen alle kustplaatsen, zoals De Panne, Oostende en Knokke-Heist. In Antwerpen wordt het openbaar vervoer ondersteund door de openbare fietsverhuurdienst Velo.
Het openbaar vervoer in Vlaanderen wordt vormgegeven binnen vijftien vervoerregio's, onder het decreet basisbereikbaarheid. Dit omvat een vierlagig OV-netwerk: een treinnet, kernnet, aanvullend net en vervoer op maat.
Uitzonderingen op het monopolie van De Lijn (tot 2021) waren internationale buslijnen. Reizigers kunnen bijvoorbeeld een binnenlands traject Brussel - Antwerpen (vanaf 2018) of Gent - Luchthaven Charleroi nemen op een internationale FlixBus-lijn.
De Lijn kreeg in november 2020 opnieuw voor tien jaar de Vlaamse ov-concessie.

#### Opening voor concurrentie binnen Vlaanderen (2021)
Sinds november 2021 laat een decreet toe dat privébedrijven ook personenvervoer binnen Vlaanderen organiseren. Flibco is het eerste bedrijf dat hiervoor een vergunning heeft.
Vanaf 23 juni 2022 heeft Flibco busverbindingen vanuit steden zoals Brugge, Gent en Antwerpen naar Brussels Airport (Zaventem), ook 's nachts.

### Brussel
De Brusselse metro en tram vormen de ruggengraat van het openbaar vervoer in de stad, dat voornamelijk verzorgd wordt door de MIVB. De Lijn voorziet in haar toekomstvisie voor het Brabantnet echter ook vier tramlijnen naar Brussel. Het openbaar vervoer in Brussel wordt ondersteund door de openbare fietsverhuurdienst Villo!.

### Wallonië
Charleroi is de enige Waalse stad die in 2023 beschikt over een tramnetwerk: de Metro Leger de Charleroi. In Luik werkt men aan een Luikse tram. In Namen wordt het openbaar vervoer ondersteund door de openbare fietsverhuurdienst Li Bia Velo.